# Chi Lý chua
Chi Lý chua hay chi Lý gai (danh pháp khoa học: Ribes) là một chi của khoảng 150 loài thực vật có hoa bản địa trong toàn bộ khu vực ôn đới thuộc Bắc bán cầu, kéo dài tới dãy núi Andes ở Nam Mỹ. Nó thường được coi là chi duy nhất trong Họ Lý chua hay Họ Lý gai (Grossulariaceae, đồng nghĩa Ribesiaceae Marquand). Một vài sách báo tiếng Việt cũng gọi các loài thuộc chi này là "Phúc bồn tử" nhưng tên gọi này dường như ban đầu vốn chỉ dành cho các loài thuộc chi Mâm xôi, Họ Hoa hồng. Bảy phân chi Lý chua đã được công nhận.
Đôi khi chi Ribes cũng được đưa vào họ Saxifragaceae. Một vài nhà phân loại học lại tách riêng các loài lý gai của chi này ra thành một chi gọi là Grossularia do thân của những loài này có nhiều gai, trong khi các loài khác nói chung không có gai ở thân, và hoa của chúng mọc thành nhóm từ 1 tới 3 hoa trên thân cây ngắn, chứ không mọc thành chùm.

## Đặc điểm
Cây bụi. Phân nhiều cành nhỏ. Ưa ẩm vừa phải, lá sớm rụng, nhỏ tới trung bình, mọc so le hay vòng, phiến lá xẻ thùy nông, gân lá hình chân vịt. Mép lá nguyên hay có khía răng cưa. Có hoặc không có lá kèm. Khi có lá kèm thì lá kèm hợp sinh với cuống lá. Hoa lưỡng tính hay đơn tính khác gốc. Thụ phấn nhờ côn trùng. Cụm hoa mọc thành dạng chùm. Có ống đài tự do. Các hoa có 2 lá bắc, nhỏ, cân đối. Bao hoa với tràng và đài hoa khác biệt. Đài hoa 4 hay 5, một vòng. Các cánh hoa hợp hay hợp một phần, thùy tù, hình chén hay hình chuông. Tràng hoa 4 hay 5 (có thể diễn giải như là các nhị lép), 1 vòng. Các cánh hoa tách biệt, giống như vảy, hình trứng ngược hay hình dùi. Bộ nhị 4 hay 5. Nhị 4 hay 5. Bao phấn không lắc lư. Bộ nhụy 2 lá noãn. Bầu nhụy hạ, 1 ngăn. Vòi nhụy 2, đầu nhụy 2. Noãn trong 1 khoang từ 4 tới 100. Quả là loại quả mọng không nứt, dày cùi thịt, chứa 20-100 hạt. Hạt có nội nhũ. Nội nhũ chứa dầu.

## Sử dụng

### Thực phẩm
Chi Ribes bao gồm các loài lý chua (trong đó có nhiều loài ăn được như lý chua đen (Ribes nigrum), lý chua đỏ (Ribes rubrum) và lý chua trắng (Ribes glandulosum)), lý gai, và nhiều giống lai giữa chúng. Quả nói chung chua và chứa nhiều vitamin C. Các loài lý chua không nên nhầm lẫn với nho không hạt Zante (Zante currant, thuộc loài Vitis vinifera). Loại quả mọng Jostaberry là sản phẩm lai ghép phức tạp giữa lý chua đen với hai loài lý gai.
Các loài lý bị các ấu trùng của một số loài côn trùng cánh vẩy (Lepidoptera) phá hại. Xem Danh sách các loài côn trùng cánh vẩy phá hại lý chua.

### Y học
Người Anh điêng chân đen (Niitsítapi) sử dụng rễ lý chua đen miền bắc (Ribes hudsonianum) để điều trị các loại bệnh thận và các vấn đề kinh nguyệt và mãn kinh. Người Anh điêng Cree sử dụng quả của lý chua trắng (Ribes glandulosum) làm chất gia tăng khả năng sinh sản để giúp phụ nữ mang thai.
Rễ và hạt lý chua chứa nhiều axít gamma-linolenic (GLA). GLA đã được kiểm chứng lâm sàng như là chất có tác dụng trong điều trị hội chứng tiền kinh nguyệt.

## Trồng trọt
Nhiều loài được trồng làm cây cảnh và được sử dụng trong tạo cảnh quan truyền thống cũng như cây trồng trong các vườn sinh cảnh thực vật bản địa.
Có một số ngăn cấm trồng một vài loài lý chua tại một số bang của Hoa Kỳ, vì chúng là vật chủ lan truyền bệnh gỉ sắt thông trắng.

## Một số loài
- Ribes acerifolium T.J Howell: Lý chua lá phong
- Ribes achurjani Mulk.
- Ribes aciculare Sm.: Lý gai hình kim
- Ribes acidum Turcz. ex Pojark.
- Ribes acuminatum Wall. ex G.Don
- Ribes affine Kunth
- Ribes albifolium Ruiz & Pav.
- Ribes albinervium Michx.
- Ribes alpestre Wall. ex Decne.
- Ribes alpestris (Decne) A.Berger: Lý gai hàng rào
- Ribes alpinum L.: Lý chua núi cao
- Ribes altamirani Jancz.
- Ribes altissimum Turcz. ex Pojark.: Lý chua cao
- Ribes amarum McClatchie: Lý gai đắng
- Ribes ambiguum Maxim.
- Ribes americanum Mill.: Lý chua đen Mỹ, lý chua đen dại
- Ribes amictum Greene
- Ribes andicola Jancz.
- Ribes aridum Greene
- Ribes armenum Pojark.
- Ribes ascendens Eastw.
- Ribes atropurpureum C.A.Mey.
- Ribes aucheziense Jancz.
- Ribes aureum Pursh: Lý chua Buffalo, lý chua đinh hương, lý chua vàng
- Ribes austroecuadorense Freire-Fierro
- Ribes bethmontii Jancz.
- Ribes binominatum A.Heller: Lý gai đất
- Ribes bracteosum Douglas ex Hook.: Lý chua đen California, lý chua hôi
- Ribes burejense F.Schmidt
- Ribes californicum Hook. & Arn.: Lý gai sườn đồi, lý gai California, lý gai Monterey
- Ribes canthariforme Wiggins: Lý chua Moreno
- Ribes cereum Douglas: Lý chua da đỏ, lý chua sáp, lý chua White Field, lý chua Whiskey
- Ribes ciliatum Humb. & Bonpl.
- Ribes coloradense Cov.: Lý chua Colorado
- Ribes cruentum Greene: Lý chua lá bóng, lý chua Oregon
- Ribes curvatum Small: Lý gai hoa cương
- Ribes cynosbati L.: Lý gai miền đông
- Ribes diacanthum Pall.: Lý chua Siberi
- Ribes dikuscha Fisch. ex Turcz.
- Ribes distans Jancz.: Lý chua đỏ thắm
- Ribes divaricatum Douglas: Lý gai dại, lý gai bò lan, lý gai duyên hải, lý gai đen duyên hải, lý gai Parish
- Ribes echinellum (Cov.) Rehder: Lý gai Miccosukee
- Ribes emodense Rehder: Lý chua đá trơn
- Ribes erythrocarpum Coville & Leiberg: Lý chua hồ Crater
- Ribes fasciculatum Siebold & Zucc.: Lý chua Nhật Bản
- Ribes floridum L'Hér..
- Ribes fragrans Pall.: Lý gai hoa thơm
- Ribes fuscescens (Jancz.) Jancz.
- Ribes futurum Jancz.
- Ribes gardonianum Lem.
- Ribes gayanum (Spach) Steud.: Lý gai lá da
- Ribes giraldii Jancz.
- Ribes glabricalycinum L.T.Lu
- Ribes glabrifolium L.T.Lu
- Ribes glaciale Wallich: Lý chua sông băng
- Ribes glanduliferum A.Heller
- Ribes glandulosum Grauer ex Weber: Lý chua trắng, lý chua Skunk, lý chua Fetid
- Ribes glaucescens Eastw.
- Ribes glutinosum Benth.
- Ribes gongshanense T.C.Ku
- Ribes goodingii M.E.Peck
- Ribes gracile Michx.
- Ribes grande Rose
- Ribes grantii A.Heller
- Ribes graveolens Bunge.
- Ribes greeneianum A.Heller
- Ribes griffithii Hook.f. & Thomson
- Ribes grossularia L.: [đồng nghĩa của R.uva-crispa]
- Ribes grossularioides Maxim.: Lý gai Nhật Bản, Lý gai mèo
- Ribes guangxiense C.Z.Gao
- Ribes hallii Jancz.
- Ribes haoi C.Y.Yang & Han
- Ribes hartwegianum Jancz.
- Ribes hendersonii C.L.Hitchc.
- Ribes henryi Franch.
- Ribes hesperium McClatchie
- Ribes heterotrichum C.A.Mey.
- Ribes himalense Royle ex Decne.
- Ribes hirtellum Michx.: Lý gai Bắc Mỹ, Lý gai thân lông
- Ribes hirticaule J.F.Macbr.
- Ribes hirtum Willd. ex Roem. & Schult.
- Ribes hispidulum (Jancz.) Pojark.
- Ribes hittellianum Eastw.
- Ribes holocericeum Otto & A.Dietr.
- Ribes horridum Rupr.<: Lý chua gai
- Ribes houghtonianum Jancz.
- Ribes howellii Greene
- Ribes hudsonianum Richards: Lý chua đen miền bắc, lý chua vịnh Hudson, lý chua đen miền tây
- Ribes humile Jancz.
- Ribes hunanense Chang Y.Yang & C.J.Qi
- Ribes huronense Rydb.
- Ribes hysterix Eastw.
- Ribes incarnatum Wedd.
- Ribes incertum J.F.Macbr.
- Ribes indecorum Eastw.: Lý chua hoa trắng
- Ribes inebrians Lindl.
- Ribes inerme Rydb.: Lý gai thân trắng, lý gai Klamath
- Ribes integrifolium Phil.
- Ribes intermedium Tausch
- Ribes irriguum Douglas
- Ribes janczewskii Pojark.
- Ribes japonicum Maxim.: Lý chua đen Nhật Bản, lý chua đen không gai
- Ribes jessoniae Stapf.
- Ribes jorullense Kunth
- Ribes kansuense K.S.Hao
- Ribes kialanum Jancz.
- Ribes koehneanum Jancz.
- Ribes kolymense (Trautv.) Kom.
- Ribes komarovii Pojark.
- Ribes kunthii Berland.
- Ribes laciniatum Hook.f. & Thomson
- Ribes lacustre (Pers.) Poir.: Lý gai đen, lý gai, lý gai đầm Black
- Ribes lasianthum Greene: Lý gai núi cao
- Ribes latifolium Jancz.: Lý chua lá rộng
- Ribes laurifolium Jancz.: Lý chua thường xanh
- Ribes laxiflorum Pursh: Lý chua đen leo
- Ribes lehmannii Jancz.
- Ribes leiobotrys Koehne
- Ribes lentum (M.E.Jones) Coville & Rose
- Ribes leptanthum A.Gray: Lý gai Trumpet
- Ribes leptosma (Coville) Fedde
- Ribes leptosmum (Coville) Standl.
- Ribes leucoderme A.Heller
- Ribes lindeni Jancz.
- Ribes liouanum Kitag.
- Ribes lioui C.Wang & Chang Y.Yang
- Ribes lobbii A.Gray: Lý gai Gummy
- Ribes longeracemosum Franch.: Lý chua đen không gai Tây Tạng
- Ribes longiflorum Nutt.
- Ribes lucarense Phil.
- Ribes luridum Hook. & Thoms.: Lý chua tía
- Ribes luteynii Weigend
- Ribes macrobotrys Ruiz & Pav.
- Ribes macrocalyx Hance
- Ribes macrostachyum Jancz.
- Ribes magellanicum Poir.
- Ribes malvaceum Sm.: Lý chua Chaparral
- Ribes malvifolium Pojark.
- Ribes mandschuricum (Maxim.) Komarov: Lý chua đỏ Mãn Châu
- Ribes mariposanum Congdon
- Ribes marshallii Greene: Lý gai Hupa
- Ribes maximowiczianum Kom.
- Ribes maximowiczii Batal.
- Ribes melananthum Boiss. & Hohen.
- Ribes melancholicum Siev. ex Pall.
- Ribes menziesii Pursh: Lý gai Canyon, lý gai Menzies
- Ribes mescalerium Coville: Lý chua Mescalero
- Ribes mexicanum Spreng.
- Ribes meyeri Maxim.: Lý chua Meyer
- Ribes micranthum Phil.
- Ribes microphyllum Kunth
- Ribes migratorium Suksd.
- Ribes missouriense Nutt.: Lý gai Missouri
- Ribes mogollonicum Greene
- Ribes molle (A.Gray) Howell
- Ribes montanum Howell
- Ribes monticola K.Koch
- Ribes montigenum McClat.: Lý chua lý gai
- Ribes moupinense Franch.
- Ribes multiflorum Kit.: Lý chua nhiều hoa
- Ribes nanophyllum Freire-Fierro & L.Endara
- Ribes neglectum Rose
- Ribes nelsonii Coville & Rose
- Ribes nemorosum Phil.
- Ribes nevadense Kellogg: Lý chua Sierra, lý chua Jaeger, lý chua Nevada
- Ribes nigrum L.: Lý chua đen, lý chua đen châu Âu
- Ribes nitidissima Neger.
- Ribes niveum Lindl.: Lý gai tuyết, lý gai cành mảnh
- Ribes non-scriptum (A.Berger) Standl.
- Ribes occidentale Hook. & Arn.
- Ribes odoratissimum M.McMahon ex True
- Ribes odoratum H.L.Wendl. [đồng nghĩa của R.aureum]
- Ribes oligacanthum Eastw.
- Ribes orientale Desf.: Lý chua Siberi
- Ribes orizabae Rose
- Ribes ovalifolium Jancz.
- Ribes ovallei Phil.
- Ribes oxyacanthoides L.: Lý gai núi Mỹ, Lý gai Canada, lý gai suối, lý gai Henderson, lý gai Idaho
- Ribes pachyadenium Hand.-Mazz.
- Ribes pachysandroides Oliv.
- Ribes palczewskii (Jancz.) Pojark.: Lý chua Palczjewski
- Ribes pallidiflorum Pojark.
- Ribes palmeri Vasey & Rose
- Ribes panctatum Ruiz & Pav.
- Ribes parishii A.Heller
- Ribes parviflorum Wedd.
- Ribes parvifolium Phil.
- Ribes parvulum (A.Gray) Rydb.
- Ribes pauciflorum Turcz. ex Pojark.: Lý chua ít hoa
- Ribes pensylvanicum Lam.
- Ribes pentlandii Britton
- Ribes peruvianum Jancz.
- Ribes petiolare Fisch.
- Ribes petraeum Wulf.: Lý chua đá, lý chua đỏ đá, lý chua đá Bieberstein
- Ribes pinetorum Greene: Lý chua cam
- Ribes polyanthum Phil.
- Ribes polystachyum A.Berger
- Ribes praecox J.F.Macbr.
- Ribes pringlei Rose
- Ribes procumbens Pall.: Lý chua đỏ leo
- Ribes propinquum Turcz.
- Ribes pseudofasciculatum K.S.Hao
- Ribes pulchellum Turcz.
- Ribes purpurascens A.Heller
- Ribes purpusii Koehne ex Blank.
- Ribes quercetorum Greene: Lý gai đá
- Ribes reclinatum L.
- Ribes recurvatum Michx.
- Ribes reniforme Nutt.
- Ribes repens A.I.Baranov
- Ribes roezlii Reg.: Lý gai Sierra, lý gai Roezl
- Ribes rosthornii Diels
- Ribes rotundifolium Michx.: Lý gai Appalachian, lý gai lá tròn
- Ribes rubrisepalum L.T.Lu
- Ribes rubrum L.: Lý chua đỏ
- Ribes rugosum Coville & Rose
- Ribes ruizii Rehder.
- Ribes sachalinense (F.Schmidt) Nakai
- Ribes sanguineum Pursh: Lý chua hoa, lý chua hoa đỏ, lý chua máu, lý chua máu dính, lý chua máu hạt đen, lý chua mùa đông
- Ribes sardoum Martelli: Lý chua Sardinia
- Ribes sativum Syme
[đồng nghĩa của R.silvestre]
- Ribes saxatile Pall.
- Ribes saximontanum E.E.Nelson
- Ribes saxosum Hook.
- Ribes scandicum Hedl.
- Ribes scuphamii Eastw.
- Ribes senile (Coville) Standl.
- Ribes sericeum Eastw.: Lý gai Lucia
- Ribes setchuense Jancz.
- Ribes setosum Lindl.: Lý chua Missouri
- Ribes silvestre (Lam.) Mert. & Koch: Lý chua đồng rừng
- Ribes sinanense F.Maek.: Lý chua Trung Hoa
- Ribes soulieanum Jancz.
- Ribes spathianum Koehne
- Ribes speciosum Pursh: Lý chua hoa vân anh
- Ribes spicatum Robson: Lý chua đỏ Na Uy, lý chua Na Uy, lý chua lông tơ
- Ribes stanfordii Elmer
- Ribes steinbachiorum Weigend & Binder
- Ribes stenocarpum Maxim.: Lý chua quả hẹp
- Ribes subvestitum Hook. & Arn.
- Ribes sucheziense Jancz.
- Ribes suksdorfii A.Heller
- Ribes takare D.Don
- Ribes tenue Jancz.
- Ribes tenuiflorum Lindl.
- Ribes texense (Coville & A.Berger) Standl.
- Ribes thacherianum (Jeps.) Munz
- Ribes tianquanense S.H.Yu & J.M.Xu
- Ribes tolimense Cuatrec.
- Ribes tortuosum Benth.
- Ribes tricuspe Nakai
- Ribes trifidum Michx.
- Ribes trilobum Meyen.
- Ribes tripartitum Batalin
- Ribes triste Pall.: Lý chua đỏ miền bắc hay lý chua đỏ đầm lầy, lý chua đỏ hoang
- Ribes tularense (Coville) Fedde.: Lý gai Tulare
- Ribes turbinatum Pojark.
- Ribes uniflorum T.C.Ku
- Ribes urceolatum Tausch
- Ribes ussuriense Jancz.: Lý chua đen Triều Tiên
- Ribes utile Jancz.
- Ribes uva-crispa L.: Lý gai, lý gai dại, lý gai châu Âu, lý gai Anh
- Ribes valdivianum Phil.
- Ribes valicola Greene ex Rydb.
- Ribes van-fleetianum (A.Berger) Standl.
- Ribes velutinum Greene: Lý gai sa mạc, lý gai Gooding
- Ribes viburnifolium A.Gray: Lý gai đảo
- Ribes victoris Greene: Lý gai Victor
- Ribes vilmorinii Jancz.
- Ribes villosum Wall. ex Roxb.
- Ribes viscosissimum Pursh: Lý chua dính
- Ribes viscosum Ruiz & Pav.
- Ribes vitifolium Host
- Ribes vulgare Lam.
- Ribes warszewiczii Jancz.: Lý chua lông tơ
- Ribes watkinsii Eastw.
- Ribes watsonianum Koehne: Lý gai mùa xuân
- Ribes weberbaueri Jancz.
- Ribes weddellianum Jancz.
- Ribes wolfii Rothr.: Lý gai Wolf
- Ribes xizangense L.T.Lu

## Hình ảnh

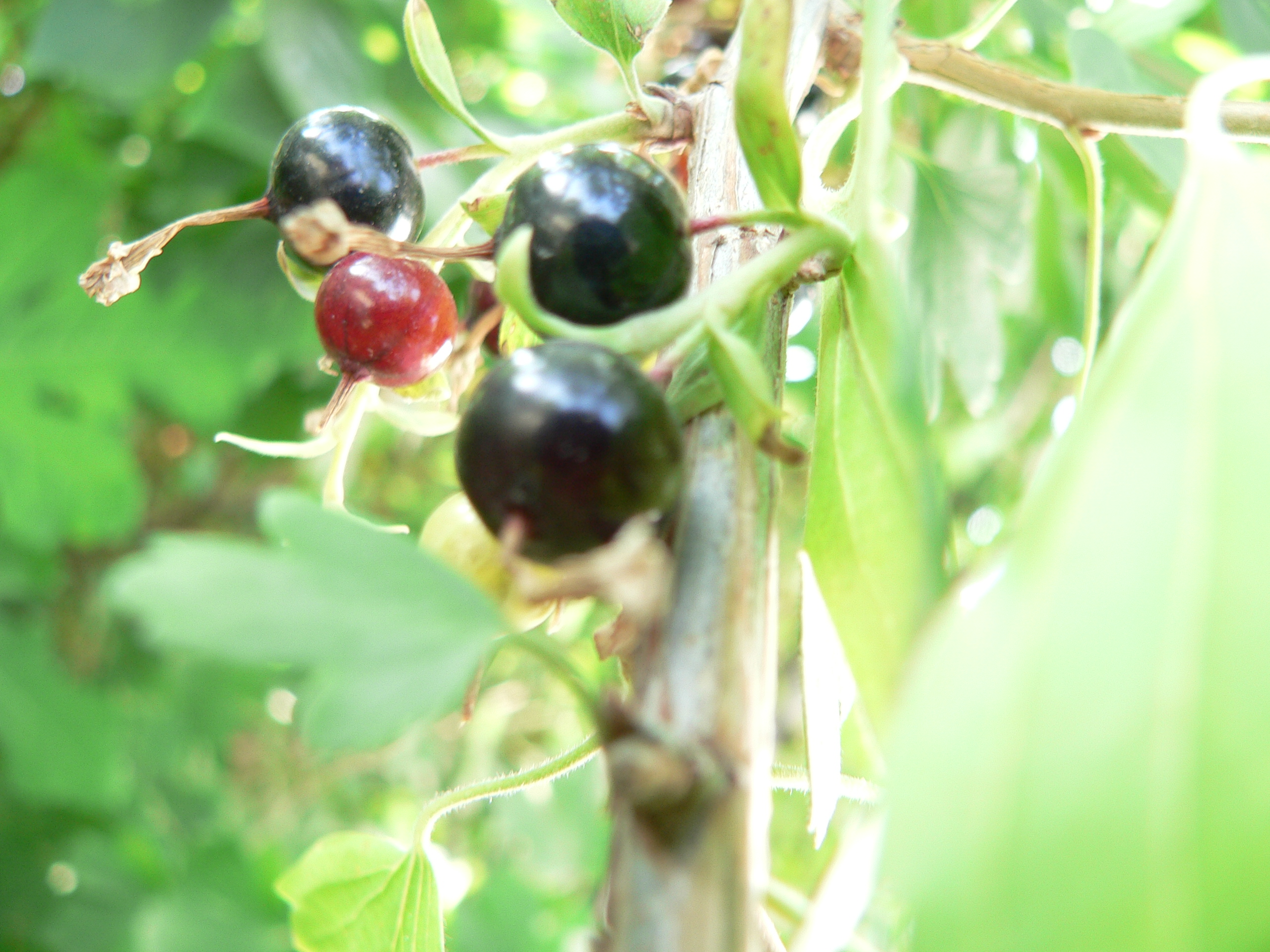
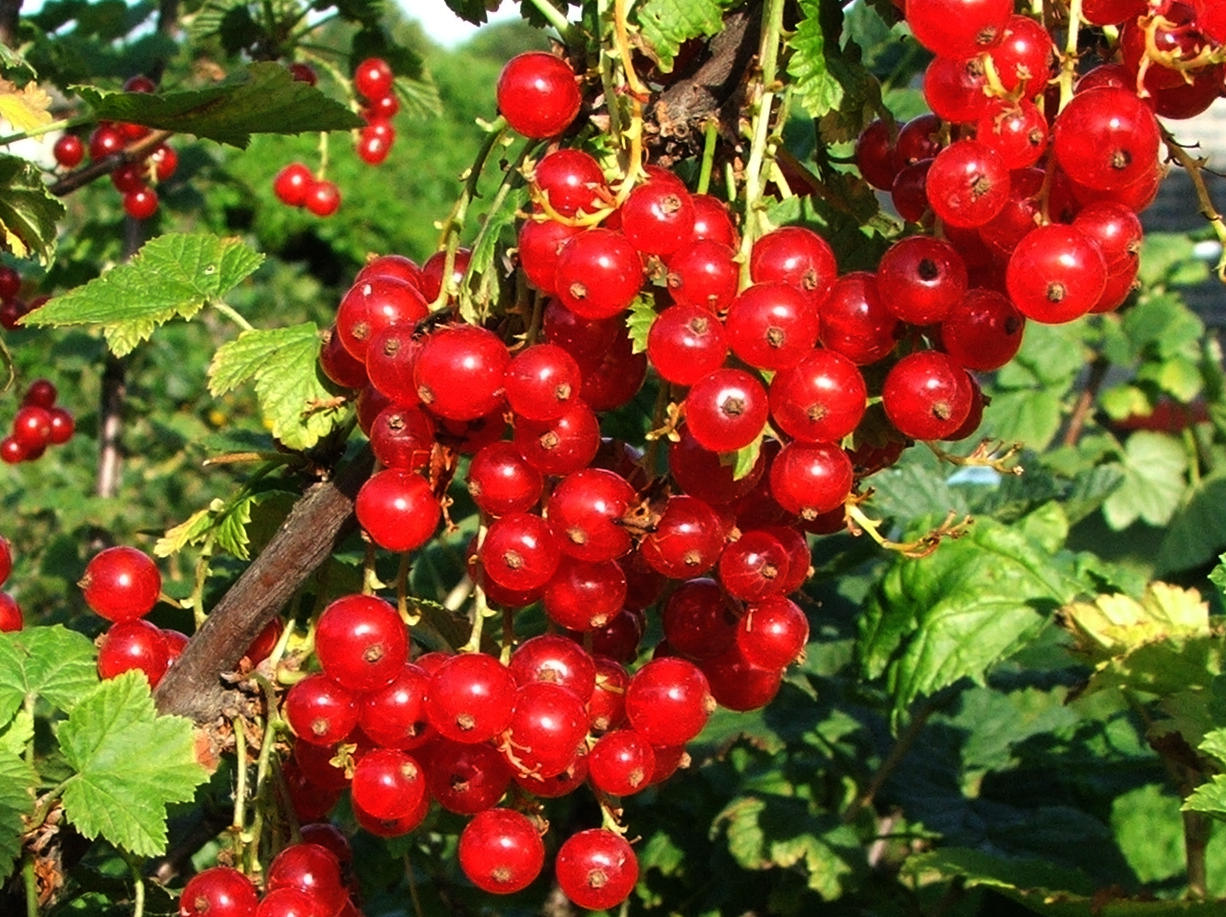
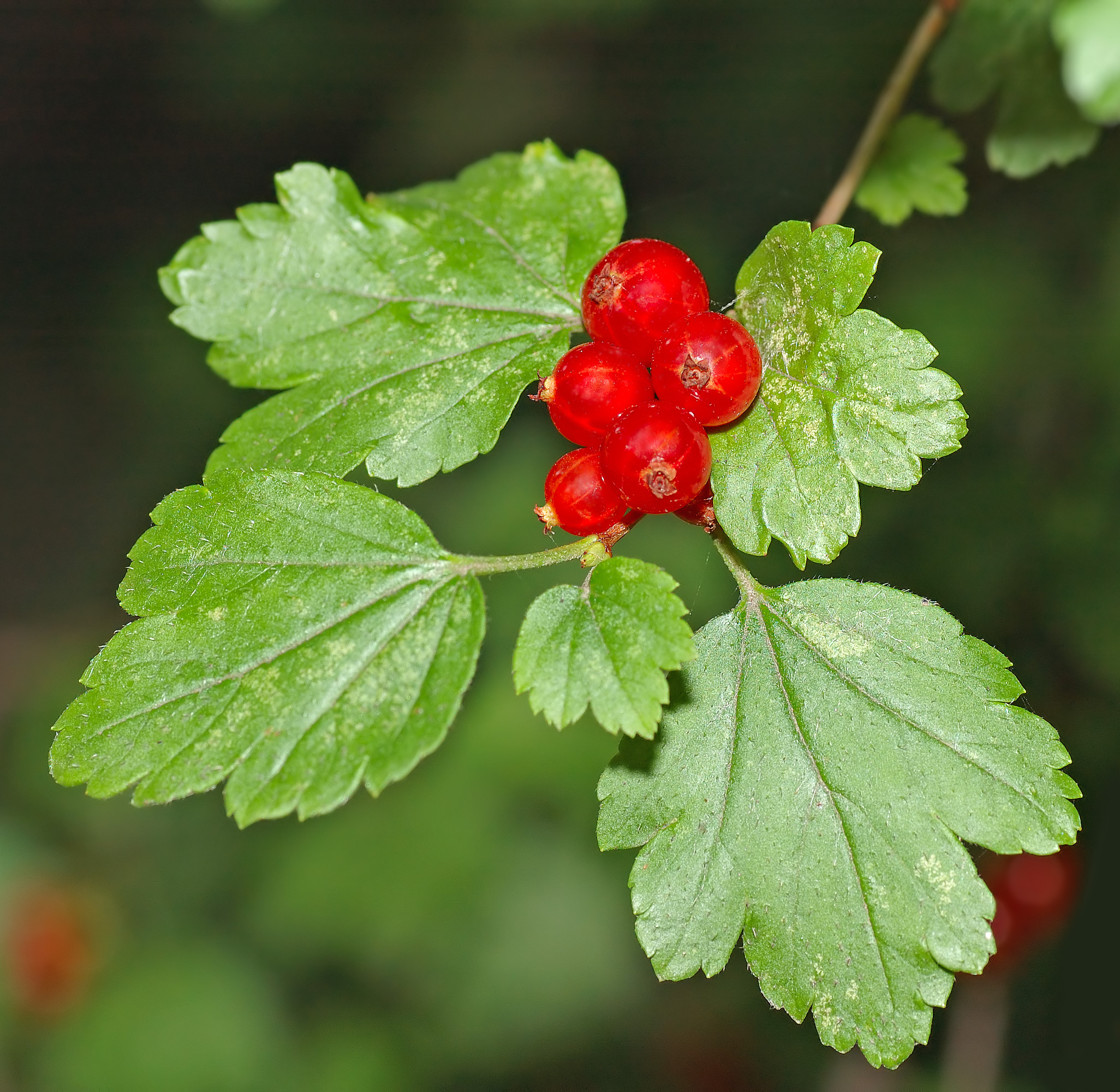
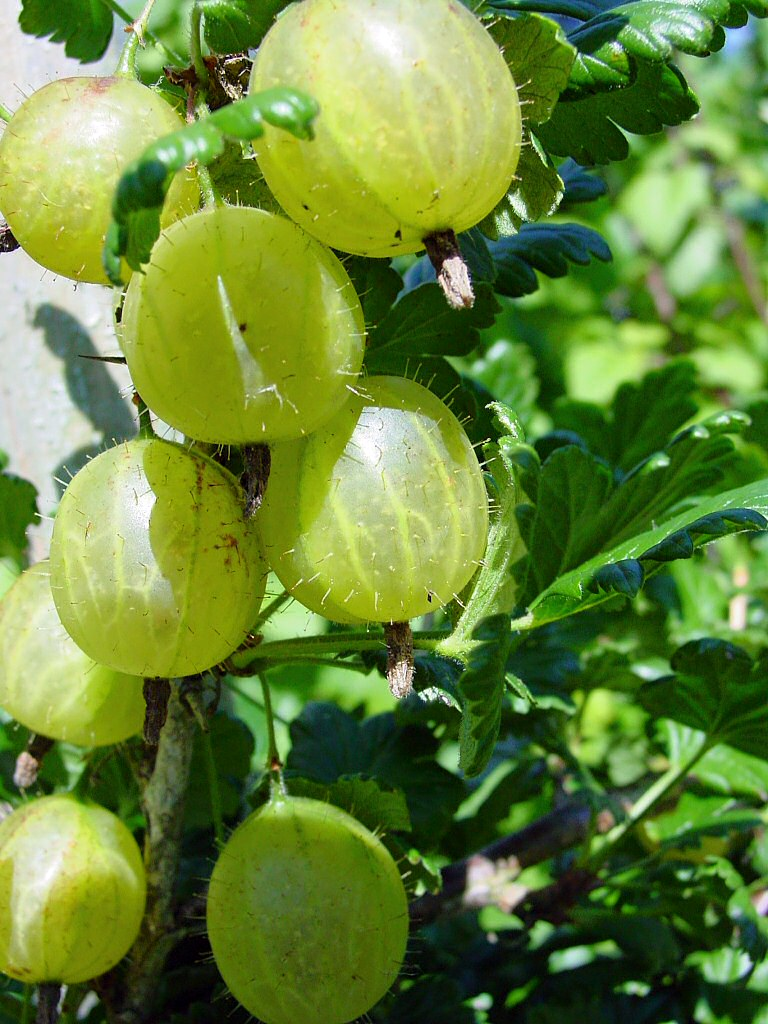
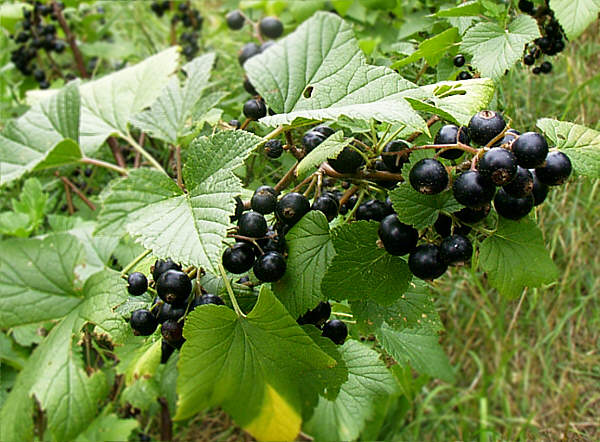
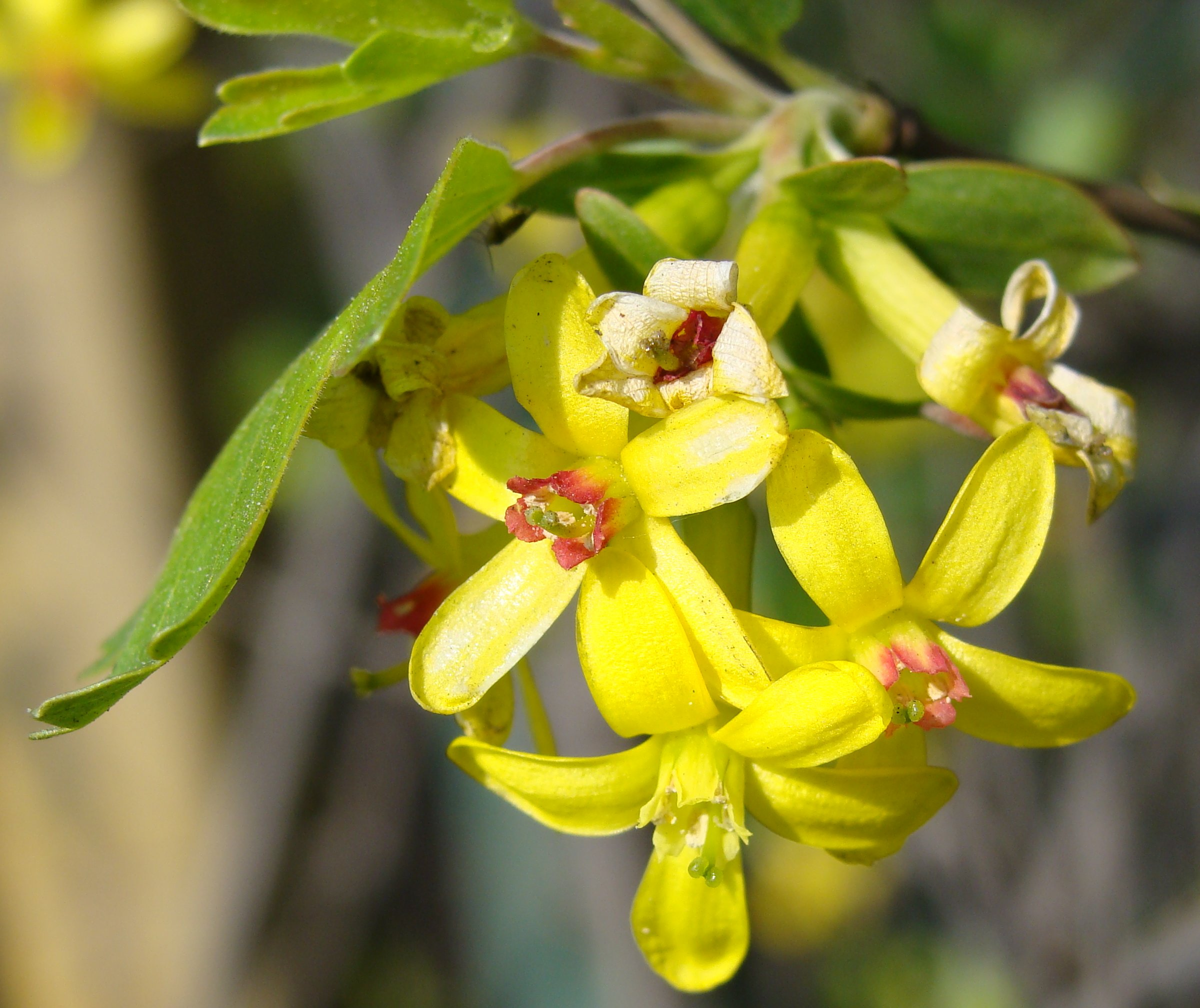
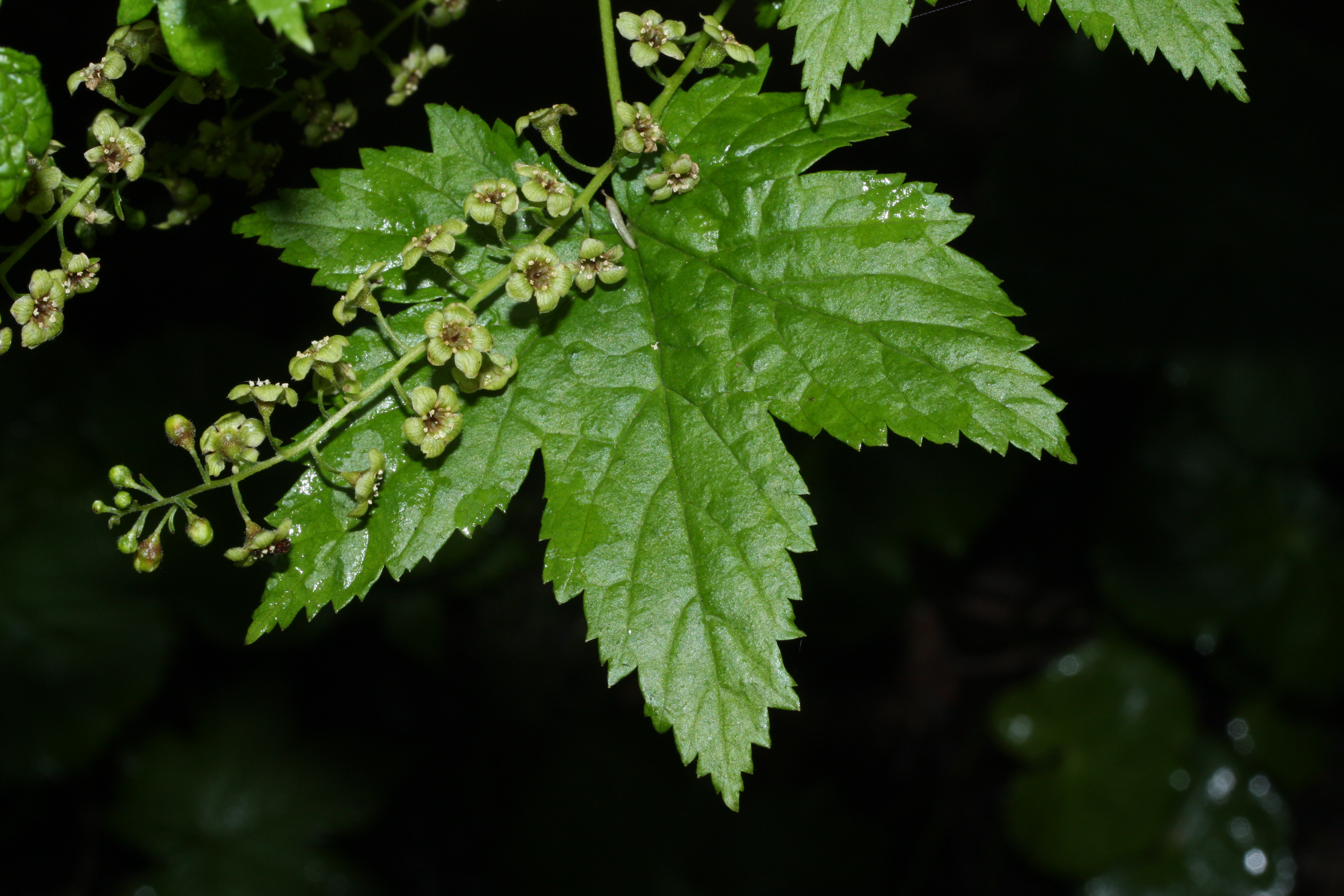
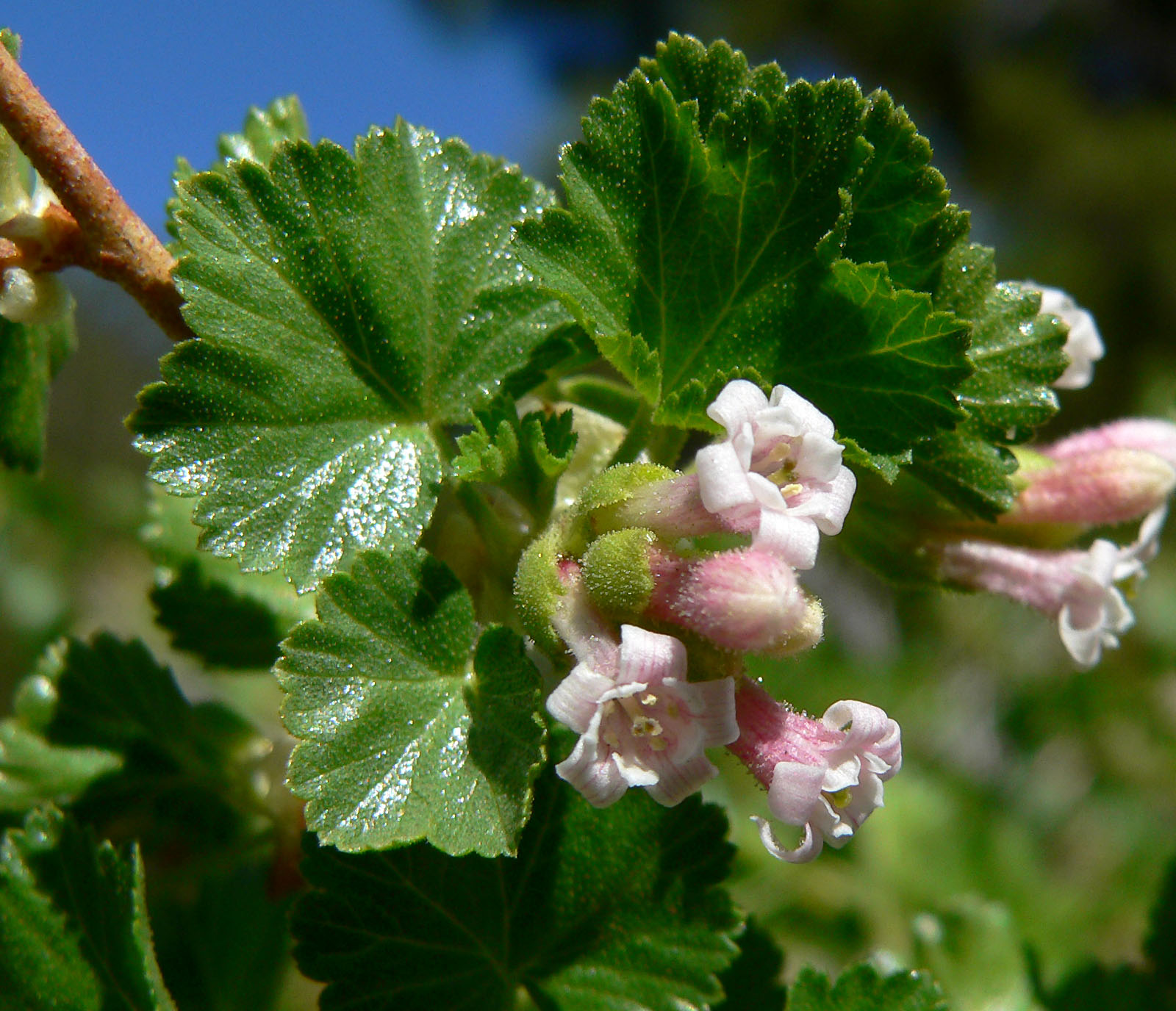